# IMZ
IMZ (Russisch: Ирбитский мотоциклетный завод (ИМЗ), Irbitski Mototsikletni Zavod) is een Russisch merk van motorfietsen, die in het buitenland op de markt werden gebracht onder de merknaam Ural.
Het is een motorenfabriek in Irbit, opgericht in 1939, nadat het Russische leger via Zweedse tussenpersonen vijf BMW R71-zijspancombinaties gekocht had. Deze motorfietsen werden geheel uit elkaar gehaald en gekopieerd. In 1941 werden de eerste machines onder de naam "M 72" gepresenteerd. Ze werden vrijwel uitsluitend voor militair gebruik gebouwd. In 1941 werd een tweede productielijn in Kiev opgestart (KMZ Dnepr).
In de jaren vijftig werden kopkleppers ontwikkeld, waarbij de cilinderinhoud werd teruggebracht naar 500 cc. In 1970 werd de IMZ Ural op de westerse markt geïntroduceerd met de 650cc M63, eerst in het Verenigd Koninkrijk, onder de naam Cossack, later ook in andere landen als Ural. Na het uiteenvallen van de Sovjet-Unie werd de fabriek in 1992 grotendeels geprivatiseerd als het beursgenoteerde Uralmoto Joint Stock Company. 22% bleef onderdeel van de staat en de rest kwam voor het grootste deel in handen van de werknemers en het management. De enorme Sovjetfabriek was echter niet geschikt voor de open markt en werd in 2000 gereorganiseerd tot een kleinschaligere fabriek. De overheid verkocht toen de rest van haar aandelen. De fabriek is hierdoor beter toegerust op de markt en heeft sindsdien een aantal nieuwe modellen op de markt gebracht en een aantal technische verbeteringen doorgevoerd.
Soms wordt ook de naam Irbit gebruikt.
De Britse importeur Neval bouwde een 'custom' die hij Soviet Knight noemde. Men maakt tegenwoordig wat modernere machines onder de namen Deco, Bavarian en Wolf. De Bavarian lijkt sterk op de BMW R 60/2, en de Deco is in feite identiek maar ziet er anders uit door het gebruik van twee kleuren. De Wolf is een 750cc-chopper met een schijfrem.
De hoofdimporteur voor Ural is gevestigd in Oostenrijk en verzorgt via een Europees dealernetwerk de invoer in Europa. Sinds 2014 zijn de zijspancombinaties uitgerust met elektronische injectie en sinds augustus 2017 voldoen de Urals aan de Euro 4-emissienorm. De laatste versies zijn sterk verbeterd en zijn technisch relatief modern met naast de injectie onder andere schijfremmen op drie wielen en een digitale kilometerteller.